# بلندترین واژه در ترکی استانبولی
زبان ترکی استانبولی به عنوان یک زبان پیوندی، ساخت واژگان با افزودن پسوندهای زیادی به ریشهٔ یک واژه را امکان‌پذیر می‌کند. طولانی‌ترین واژه در زبان ترکی استامبولی که در یک متن استفاده می‌شود «muvaffakiyetsizleştiricileştiriveremeyebileceklerimizdenmişsinizcesine» است که ۷۰ حرف دارد. ریشهٔ این واژه از muvaffakiyet (موفقیت) گرفته شده‌است و کلا معنای «گویا شما از کسانی هستید که ممکن است نتوانیم به راحتی آنها را تبدیل به ناموفقان کنیم» می‌دهد. این واژه در یک داستان ساختگی که برای استفاده از این واژه طراحی شده بود، به کار رفت.
بدون در نظر گرفتنِ پسوندها، بلندترین واژگان فرهنگ لغت ترکی استانبولی ۲۰ حرف دارند که با افزودن پسوندها می‌توانند مانند نمونهٔ نام‌برده، بلندتر شوند. پسوندهای همین واژهٔ مذکور را می‌توان برای ریشه‌های دیگری به جز muvaffakiyet (موفقیت) هم به کار برد و معنای مشابهی برای ریشه به دست آورد.
هیچ دلیل دستوری اصولی‌ای وجود ندارد که بگوید نمی‌توان یک واژهٔ ترکی را به‌طور نامحدود طولانی کرد چون پسوندهایی وجود دارند که می‌توانند به صورت بازگشتی، روی یک ریشهٔ واژه عمل کنند. اما در عمل، چنین واژگانی پس از چند دوره بازگشت، نامفهوم می‌شوند.
| ترکی استانبولی                                                         | فارسی |
| ---------------------------------------------------------------------- | --- |
| Muvaffak                                                               | موفق |
| Muvaffakiyet                                                           | موفقیت |
| Muvaffakiyetsiz                                                        | بی‌موفقیت |
| Muvaffakiyetsizleş(-mek)                                               | بی‌موفقیت شدن |
| Muvaffakiyetsizleştir(-mek)                                            | بی‌موفقیت کردن، بی‌موفقیتاندن (فعل سببی)                                                                                                 |
| Muvaffakiyetsizleştirici                                               | بی‌موفقیت‌کننده (ناموفق)، ناموفقیتنده (صفت فاعلی)                                                                                        |
| Muvaffakiyetsizleştiricileş(-mek)                                      | بی‌موفقیت‌کننده شدن |
| Muvaffakiyetsizleştiricileştir(-mek)                                   | بی‌موفقیت‌کننده‌کردن (کَسِ دیگری را بی‌موفقیت‌کننده کردن؛ فعل سببی)                                                                           |
| Muvaffakiyetsizleştiricileştiriver(-mek)                               | به‌راحتی/به‌آسانی بی‌موفقیت‌کننده‌کردن |
| Muvaffakiyetsizleştiricileştiriverebil(-mek)                           | به‌راحتی/به‌آسانی بی‌موفقیت‌کننده‌کردنْ توانستن (توانستنِ تبدیلِ آسانِ کسی به بی‌موفقیت‌کننده (ناموفق))                                           |
| Muvaffakiyetsizleştiricileştiriveremeyebil(-mek)                       | به‌راحتی/به‌آسانی بی‌موفقیت‌کننده‌کردنْ نتوانستن (نتوانستنِ تبدیلِ آسانِ کسی به بی‌موفقیت‌کننده (ناموفق))                                         |
| Muvaffakiyetsizleştiricileştiriveremeyebilecek                         | به‌راحتی/به‌آسانی بی‌موفقیت‌کننده‌کردنْ نخواهد توانستن ((او) نخواهد توانست کسی را به آسانی بی‌موفقیت‌کننده (ناموفق) کُنَد)                       |
| Muvaffakiyetsizleştiricileştiriveremeyebilecekler                      | آن به‌راحتی/به‌آسانی بی‌موفقیت‌کننده‌کردن نخواهند توانستن‌ها (آنانی که نمی‌توانند به آسانی کسی را بی‌موفقیت‌کننده (ناموفق) کنند)                |
| Muvaffakiyetsizleştiricileştiriveremeyebileceklerimiz                  | آن به‌راحتی/به‌آسانی بی‌موفقیت‌کننده‌کردن نخواهند توانستن‌هایِ ما (آنانی که ما نمی‌توانیم ایشان را به آسانی بی‌موفقیت‌کننده (ناموفق) کنیم)       |
| Muvaffakiyetsizleştiricileştiriveremeyebileceklerimizden               | از آن به‌راحتی/به‌آسانی بی‌موفقیت‌کننده‌کردن نخواهند توانستن‌هایِ ما (از آنانی که ما نمی‌توانیم ایشان را به آسانی بی‌موفقیت‌کننده (ناموفق) کنیم) |
| Muvaffakiyetsizleştiricileştiriveremeyebileceklerimizdenmiş            | از آن به‌راحتی/به‌آسانی بی‌موفقیت‌کننده‌کردنْ توانستنْ نبوده‌هایِ ما (از آنانی که ما بتوانیم به راحتی ناموفقشان کنیم نبوده‌اند.)                 |
| Muvaffakiyetsizleştiricileştiriveremeyebileceklerimizdenmişsiniz       | از آن به‌راحتی/به‌آسانی بی‌موفقیت‌کننده‌کردنْ توانستنْ نبوده‌هایِ مایید (شما از آنانی که ما بتوانیم به راحتی ناموفقشان کنیم نبوده‌اید.)          |
| Muvaffakiyetsizleştiricileştiriveremeyebileceklerimizdenmişsinizcesine | گویا از آن به‌راحتی/به‌آسانی بی‌موفقیت‌کننده‌کردنْ توانستنْ نبوده‌هایِ مایید (گویا شما از آنانی که ما بتوانیم به راحتی ناموفقشان کنیم نبوده‌اید) |

## دستورزبان
دستور زبان ترکی استانبولی به شدت اتصاقی است و ساخت واژگان را با رشته کردن تکواژهای گوناگون امکان‌پذیر می‌کند. از لحاظ نظری ممکن است که برخی از واژگان بی‌نهایت بار عطف شوند چون پسوندهای ویژه، واژگانی از همان نوع کلمهٔ اصلی می‌سازند، به طوری که واژهٔ جدید را می‌توان دوباره با پسوند (هایِ) دیگری تغییر داد. نمونه‌ای برای چنین الگوی بازگشتی این است:
```
ev-de-ki-nin-ki-ler-de-ki…
خانه-
قید مکان
-
حرفِ اضافهٔ «که»
-
نشانه ملکی
-
حرفِ اضافهٔ «که»
-
نشانه جمع
-
قید مکان
-
حرفِ اضافهٔ «که»
…
```

بنابراین، پسوندهای حالتی و ملکی که با پسوند -ki- در هم آمیخته شده‌اند را می‌توان به‌طور نامحدود به یک اسم اضافه کرد؛ اگرچه در عمل، این امر بیش از چند بار مشاهده نمی‌شود.
تکواژ علّی (causative morpheme) همچنین می‌تواند به صورت بازگشتی برای تولید واژگان طولانی نامحدودی که از نظر دستوری معتبر هستند استفاده شود. این تکواژ تا حدی نامنظم است و بسته به ریشه فعل، یکی از شش شکل را به خود می‌گیرد. در غیر این صورت بسته به واج پیشین، بین -Dır و -t متغیر است.
```
piş-ir-di-ler             = پختند (خودشان پختند)
```

```
piş-ir-t-ti-ler           = پختاندند (باعث شدند که بپزد؛ کَسِ دیگری را واداشتند تا بپزد؛ فعل سببی)
```

```
piş-ir-t-tir-di-ler       = باعث شدند که باعث شود بپزد. (کَسی را واداشتند که کَسِ دیگری را وا بدارد تا بپزد) (پختانداندند؟؛ فعل گذرای درجه سه در ترکی)
```

```
piş-ir-t-tir-t-ti-ler     = باعث شدند که باعث شود که باعث شود بپزد. (کَسی را واداشتند که کَسِ دیگری را وا بدارد تا کس دیگری را وابدارد تا بپزد)
```

```
piş-ir-t-tir-t-tir-di-ler = باعث شدند که باعث شود که باعث شود که باعث شود بپزد. (کسی را واداشتند تا کس دیگری را وا بدارد تا کس دیگری را وا بدارد تا کس دیگری را وا بدارد تا کس دیگری را وابدارد تا بپزد)
```

استفاده چندگانه از این پسوند نادر است اما هیچ دلیل نظری‌ای برای محدودیتی در استفاده از آن وجود ندارد.

## تاریخچه
این واژهٔ Muvaffakiyetsizleştiricileştiriveremeyebileceklerimizdenmişsinizcesine (70 حرف) توسط کوکسال کاراکوش به عنوان طولانی‌ترین کلمه در ترکی پیشنهاد شد. استفاده از آن با وضعیت زیر توضیح داده شد:

Kötü amaçların güdüldüğü bir öğretmen okulundayız. Yetiştirilen öğretmenlere öğrencileri nasıl muvaffakiyetsizleştirecekleri öğretiliyor. Yani öğretmenler birer muvaffakiyetsizleştirici olarak yetiştiriliyorlar. Fakat öğretmenlerden biri muvaffakiyetsizleştirici olmayı, yani muvaffakiyetsizleştiricileştirilmeyi reddediyor, bu konuda ileri geri konuşuyor. Bütün öğretmenleri kolayca muvaffakiyetsizleştiricileştiriverebileceğini sanan okul müdürü bu duruma sinirleniyor, ve söz konusu öğretmeni makamına çağırıp ona diyor ki: "Muvaffakiyetsizleştiricileştiriveremeyebileceklerimizdenmişsinizcesine laflar ediyormuşsunuz ha?"

«ما در یک مدرسه تربیت معلم هستیم که اهداف شیطانی دارد. معلمانی که در آن مدرسه تحصیل می‌کنند، آموزش می‌بینند که چگونه از دانش آموزان ناموفق بسازند. بنابراین، یَک‌یَکِ معلمان به عنوان سازندگان ناموفق آموزش می‌بینند. با این حال، یکی از آن معلمان از اینکه سازنده ناموفق‌ها باشد، خودداری می‌کند. او از موضع مدرسه در مورد این موضوع صحبت می‌کند و از آن انتقاد می‌کند. مدیر مدرسه که فکر می‌کند هر معلمی را می‌توان به راحتی/سریع تبدیل به معلم‌های ناموفق‌ساز کرد، عصبانی می‌شود. او معلم را به اتاقش دعوت می‌کند و می‌گوید: «تو جوری حرف می‌زنی که انگار یکی از کسانی هستی که نمی‌توانیم به راحتی/سریع به ناموفق‌سازها تبدیل کنیم، درست است؟»